# Augusztus 10.
Augusztus 10. az év 222. (szökőévben 223.) napja a Gergely-naptár szerint. Az évből még 143 nap van hátra.
Névnapok: Lőrinc + Amadé, Amadea, Amadeusz, Amadó, Asztéria, Bianka, Blanka, Csilla, Csillag, Enzó, Loránd, Lóránt, Orlandó, Roland

## Események
- 0654 – I. Jenőt pápává választják.
- 0955 – Az augsburgi csata (Lech-mezei csata).
- 1543 – I. Szulejmán szultán elfoglalja Esztergom várát.
- 1628 – A Vasa svéd királyi hadihajó az első útján, Stockholm közelében elsüllyed.
- 1664 – Megkötik a vasvári békét.
- 1792 – Elfogják a külföldre menekülni szándékozó XVI. Lajos királyt, Franciaországban megszűnik a királyság.
- 1821 – Missouri az Amerikai Egyesült Államok tagállamává válik.
- 1841 – Sopronban kőeső esett a Magyar Kurír akkori híradása szerint.
- 1849 – Utolsó ülését tartja a Szemere-kormány Aradon.
- 1861 - Megvívják az amerikai polgárháború első nagyobb csatáját a Wilson’s Creek-i ütközetet.
- 1920 – VI. Mehmed szultán képviselői az Oszmán Birodalom nevében aláírják a sèvres-i békeszerződést. Az ország feldarabolása ellen Musztafa Kemál pasa fegyveres felkelést szervez.
- 1945 – Japán kapitulál a második világháborúban.
- 1949 – Megtartja alakuló ülését Strasbourgban az Európa Tanács.
- 1964 – Szalima Masamba mohéli királynőt a franciaországi Pesmes Szent Hilár templomában örök nyugalomra helyezik.
- 1990 – Vénusz körüli pályára áll és megkezdi a radaros térképezést az amerikai Magellan űrszonda.
- 2000 – Mogyoród külterületén ideiglenes jelleggel (a Formula–1-es autóverseny napjaira) létrejön az első magyarországi türelmi zóna.

## Sportesemények
Formula–1
- 1980 –  német nagydíj, Hockenheimring - Győztes: Jacques Laffite (Ligier Ford)
- 1986 –  magyar nagydíj, Hungaroring - Győztes: Nelson Piquet (Williams Honda Turbo)  (Az első világbajnoki Formula–1-es futam a Hungaroringen.)
- 1997 –  magyar nagydíj, Hungaroring - Győztes: Jacques Villeneuve (Williams Renault)

## Születések
- 1267 – II. Jakab aragóniai király († 1327)
- 1782 – Vincente Guerrero mexikói köztársasági elnök († 1831)
- 1805 – Toldy Ferenc irodalomtörténész, akadémikus († 1875)
- 1841 – Oronhyatekha mohikán származású kanadai orvos, üzletember († 1907)
- 1852 – Friedrich Eugen Kastner német fizikus († 1882)
- 1856 – Carl Runge német matematikus, fizikus, spektroszkópus († 1927)
- 1874 – Herbert Hoover, az Amerikai Egyesült Államok 23. elnöke, hivatalban 1929–1933-ig († 1964)
- 1877 – Rudolf Hilferding orvos végzettségű osztrák marxista közgazdász, vezető szociáldemokrata teoretikus, politikus († 1941)
- 1877 – Frank Marshall amerikai sakkbajnok, 1909 és 1936 között a világ egyik legerősebb sakkjátékosa († 1944)
- 1895 – Vértes Marcel magyar festőművész († 1961)
- 1896 – Milena Jesenská cseh újságíró, író és fordító(† 1944)
- 1902 – 
  - Norma Shearer kanadai születésű Oscar-díjas amerikai színésznő († 1983)
  - Arne Tiselius nobel-díjas svéd biokémikus († 1971)
- 1909 – Leo Fender rádiómérnök, hangszertervező († 1991)
- 1910 – Guy Mairesse francia autóversenyző († 1954)
- 1912 – Jorge Amado brazil író († 2001)
- 1914 – Basa György magyar színész († 1967)
- 1914 – Witold Małcużyński lengyel zongoraművész († 1977)
- 1915 – Carlos Menditéguy argentin autóversenyző († 1973)
- 1916 – Moholi Károly magyar geográfus († 1995)
- 1926 – Gácsi Mihály magyar grafikus († 1987)
- 1927 – Surányi Imre magyar színész († 2014)
- 1928 – Gerino Gerini olasz autóversenyző († 2013)
- 1929 – Tamara Buciuceanu román színésznő, a „román vígjáték nagyasszonya” († 2019)
- 1932 – Miloslav Švandrlík cseh író, humorista († 2009)
- 1932 – Vladimír Páral cseh író
- 1937 – Győry Emil Jászai Mari-díjas magyar színész, érdemes művész († 2014)
- 1940 – Várnagy Katalin Jászai Mari-díjas magyar színésznő († 2016)
- 1941 – Kapás József Magyar traktorosok szövetségének elnöke († 1990)
- 1942 – Hajnóczy Péter magyar író († 1981)
- 1952 – Lábán Katalin magyar rendező, színésznő, színházigazgató
- 1953 – Zurab Kipsidze grúz színész
- 1954 – L. Menyhért László magyar művészettörténész († 2010)
- 1957 – Básti Juli Kossuth-díjas magyar színésznő
- 1958 – Michael Dokes amerikai profi ökölvívó, világbajnok († 2012)
- 1959 – Rosanna Arquette amerikai színésznő, rendező
- 1960 – Antonio Banderas amerikai színész
- 1965 – Sáfár Mónika Jászai Mari-díjas magyar színésznő, érdemes művész
- 1966 – Eric Helary francia autóversenyző
- 1979 – Czukor Balázs magyar színész
- 1984 – Hayden Stoeckel ausztrál úszó
- 1987 – Lorenzo Zanetti olasz motorversenyző
- 1988 – 
  - Melquiades Alvarez spanyol úszó
  - Kateryna Pavlenko ukrán énekesnő, zeneszerző, és folklorista, a Go A énekese
- 1994 – Gál-Oravecz István romániai magyar gyorskorcsolyázó

## Halálozások
- 258? Szent Lőrinc katolikus szent, vértanú (* 225)?
- 1536 – Ferenc dauphin, I. Ferenc francia király elsőszülött fia (* 1518)
- 1656 – Ottavio Piccolomini itáliai főnemes, a Máltai lovagrend tagja, a német-római császári haderő tábornoka, a harmincéves háború jelentős hadvezére (* 1599)
- 1896 – Otto Lilienthal német repülőgép-mérnök, feltaláló, a repülés egyik úttörője (* 1848)
- 1915 – Henry Moseley angol fizikus (* 1887)
- 1927 – Vadász Miklós grafikus, festő, a XX. század eleji plakátművészet jelentős képviselője. (* 1881)
- 1969 – Kodolányi János posztumusz Kossuth-díjas magyar író (* 1899)
- 1970 – Alexander Gottfried Gode von Aesch osztrák születésű amerikai nyelvtudós, az interlingva nyelv szerzője (* 1906)
- 1974 – Bárdos Artúr magyar szerző, színházi író, műfordító, igazgató (* 1882)
- 1988 – Tófalvi Sándor többszöri díjnyertes néprajzos (* 1898 vagy 1899)
- 2001 – Donászi Aladár rabló- és sorozatgyilkos (* 1954)
- 2002 – Kristen Nygaard Turing-díjas norvég matematikus, informatikus, a simula programozási nyelv egyik tervezője (* 1926)
- 2008 – Isaac Hayes amerikai énekes (* 1942)
- 2009 – Lazányi Endre erdélyi magyar biológus, genetikus, egyetemi tanár (* 1914)
- 2013 – Bednai Nándor Balázs Béla-díjas magyar rendező, a Magyar Televízió örökös tagja (* 1933)
- 2013 – Csatáry László a Magyar Királyi Rendőrség egykori századosa (* 1915)
- 2015 – Czeizel Endre magyar orvos-genetikus (* 1935)
- 2016 – Franco Ukmar olasz színész, kaszkadőr (* 1936)
- 2018 – Fábián László olimpiai bajnok magyar kajakozó (* 1936)
- 2025 – Szakály György Kossuth-díjas magyar táncművész, balettigazgató, tanár (* 1955)

## Nemzeti ünnepek, emléknapok, világnapok
- - 1809 – Ecuadorban a függetlenség kikiáltásának napja
  - Az Államok-sziget napja Argentínában
  - a biodízel nemzetközi napja 2006 óta

- Az oroszlánok világnapja